# 龍城のぼる
龍城 のぼる（たつき のぼる、4月24日 - ）とは元宝塚歌劇団男役。宝塚歌劇団時代の愛称はサーペエ。

## 来歴・人物
愛知県岡崎市出身。本名は沢辺栄子。岡崎市梅園尋常高等小学校（現・岡崎市立梅園小学校）卒業。その後、神戸市に移り女学校を卒業。母方の叔父が阪急電鉄の幹部をしていたことから宝塚への道をしきりとすすめられ受験を決断。1948年、宝塚音楽学校に入学。
1949年、36期生として、宝塚歌劇団に入団し、中劇場公演『黄金の林檎/南の哀愁』で初舞台を踏む。宝塚入団時の成績は63人中34位。
配属組は星、雪、月、雪の順である。
1961年12月31日付で宝塚歌劇団を退団する。最終出演公演の演目は雪組公演『火の鳥/砂漠に消える』。

## 宝塚歌劇団時代の主な舞台出演
- 『三つのバラード』『われら愛す』（雪組、1953年11月1日 - 11月30日、宝塚大劇場）
- 『ラヴ・パレード』 （雪組、1954年9月1日 - 9月29日、宝塚大劇場）
- 『緑のハイデルベルヒ』（雪組、1956年5月1日 - 5月30日、宝塚大劇場）
- 『春の踊り』―第一部　花の歌舞伎、第二部　花のエキスプレス―（雪組、1958年3月27日 - 4月29日、宝塚大劇場）
- 『鯨』（雪組、1958年8月1日 - 8月31日、宝塚大劇場）
- 『大地の歌』（雪組、1959年12月2日 - 12月27日、新芸劇場）
- 『蜜柑の花咲く恋』（月組、1960年7月1日 - 7月31日、宝塚大劇場）